# Panharmònic
El panharmònic és un instrument musical de teclat inventat el 1804 per Johann Nepomuk Mälzel. Fou conegut també amb els noms de panharmònicon, panharmonicon, panharmonikon o fonharmònic.
Era una mena de teclat mecànic que automatitzava els sons d'uns instruments mecànics construïts per ell. Els 42 instruments que formaven el panharmònic eren els mateixos que haurien format una orquestra militar: flauta, clarinet, trompeta, violí, violoncel, percussió, clavicèmbal, triangle, tots ells automàtics i controlats des del panharmònic. El panharmònic seria una espècie de primitiu processador central que controlava una sèrie de perifèrics (els instruments musicals).
El 1813 Mälzel va convèncer Beethoven per compondre una obra simfònica per al nou instrument. La recent victòria de l'exèrcit aliat sota el comandament del duc de Wellington a la batalla de Vitòria (ocorreguda el 21 de juny i amb la qual va acabar la guerra d'independència espanyola) li proporcionà a Beethoven un tema perfecte per a l'ocasió, ja que el panharmònic tractava d'imitar els timbres i sons d'una banda militar. Acabada l'octubre del mateix any, La victòria de Wellington va ser estrenada al concert del 8 de desembre, durant el qual es va estrenar també la Setena simfonia.
Fins a la Segona Guerra Mundial es conservava un panharmònic al Landesgewerbemuseum a Stuttgart, però l'instrument va ser destruït el 1942 durant un bombardeig.